# Grand Prix d'Isbergues
Il Grand Prix d'Isbergues è una corsa in linea maschile di ciclismo su strada che si svolge nel territorio intorno alla città di Isbergues, nel dipartimento del Passo di Calais in Francia, ogni anno in settembre. Fa parte del calendario della Coppa di Francia e dal 2005 è inserito nel circuito UCI Europe Tour, classe 1.1.

## Albo d'oro
Aggiornato all'edizione 2024.
| Anno | Vincitore             | Secondo                 | Terzo                      |
| ---- | --------------------- | ----------------------- | -------------------------- |
| 1947 | Eugène Dupuis         | Alphonse Devreese       | Louis Deprez               |
| 1948 | Eugène Dupuis         | P. Godevelle            | Francis Delepierre         |
| 1949 | Paul Delerue          | J. Godin                | Maurice Palin              |
| 1950 | José Beyaert          | Raoul Ben               | Salomé                     |
| 1951 | Henri Duhamel         | Roland Chapuis          | Eugène Dupuis              |
| 1952 | César Marcelak        | Albert Platel           | Alain Léocat               |
| 1953 | Paul Taeldemanl       | Michel Vuylstecke       | César Marcelak             |
| 1954 | Jozef Planckaert      | Roland Callebout        | Lucien Demunster           |
| 1955 | Alfred Kain           | Roger Chupin            | Édouard Klabinski          |
| 1956 | Seamus Elliott        | René Fournier           | Gilbert Scodeller          |
| 1957 | Willy Truye           | César Marcelak          | Camille Huyghe             |
| 1958 | Maurice Meuleman      | Raymond Denutte         | Joseph Boudon              |
| 1959 | Jean-Claude Annaert   | Maurice Meuleman        | René Fournier              |
| 1960 | Jozef Schils          | Mies Stolker            | André Noyelle              |
| 1961 | Jo de Haan            | Henr Dewolfi            | Roger Quevat               |
| 1962 | Laurent Christiaens   | André Messelis          | Gustaaf Desmet             |
| 1963 | Clement Roman         | Bastiaan Maliepaard     | Marcel Seynaeve            |
| 1964 | Frans Melckenbeeck    | Camille Le Menn         | Willy Van Den Eynde        |
| 1965 | Willy Bocklant        | Frans Aerenhouts        | Noël Van Clooster          |
| 1966 | Jean Stablinski       | Walter Godefroot        | Daniel Van Rijckeghem      |
| 1967 | Paul In 't Ven        | Emile Coppens           | Willy In 't Ven            |
| 1968 | Willy In 't Ven       | Eddy Peelman            | Willy De Geest             |
| 1969 | Jan Janssen           | Noël Vantyghem          | Joseph Deschoenmaecker     |
| 1970 | Jean Jourden          | André Dierickx          | Ronald De Witte            |
| 1971 | Daniel Van Rijckeghem | William Bisland         | Ronny Van Marcke           |
| 1972 | Marc Demeyer          | Eric Leman              | Jacques Botherel           |
| 1973 | Roger Rosiers         | Willy Vanneste          | André Mollet               |
| 1974 | Bernard Bourreau      | René Dillen             | Bernard Draux              |
| 1975 | Joop Zoetemelk        | Lucien Van Impe         | Bernard Hinault            |
| 1976 | Yvon Bertin           | Jean-Jacques Fussien    | André Mollet               |
| 1977 | Joop Zoetemelk        | Eddy Merckx             | Sven-Åke Nilsson           |
| 1978 | Daniel Gisiger        | Jacques Bossis          | Bernard Vallet             |
| 1979 | Serge Perin           | Christian Muselet       | Jean-Philippe Pipart       |
| 1980 | Étienne De Wilde      | Graham Jones            | Christian Jourdan          |
| 1981 | André Chalmel         | Francis Castaing        | Ferdi Van Den Haute        |
| 1982 | Sven-Åke Nilsson      | Jean-François Chaurin   | Jean-François Rault        |
| 1983 | Sean Kelly            | Jean-Luc Vandenbroucke  | Jean-Philippe Vandenbrande |
| 1984 | Kim Andersen          | Bruno Wojtinek          | Sean Kelly                 |
| 1985 | Adrie van der Poel    | Gilbert Duclos-Lassalle | Étienne De Wilde           |
| 1986 | Teun Van Vliet        | Gilbert Duclos-Lassalle | Gert-Jan Theunisse         |
| 1987 | Alan Peiper           | Gérard Rué              | Walter Dalgal              |
| 1988 | Jan Goessens          | Johan Museeuw           | Michel Dernies             |
| 1989 | Sammie Moreels        | Peter De Clercq         | Martial Gayant             |
| 1990 | Frédéric Moncassin    | Johan Museeuw           | Nico Verhoeven             |
| 1991 | Jacky Durand          | Jan Mattheus            | Kim Andersen               |
| 1992 | Phil Anderson         | Stéphane Hennebert      | Bruno Cornillet            |
| 1993 | Jaan Kirsipuu         | Eddy Seigneur           | Paul Haghedooren           |
| 1994 | Wilfried Nelissen     | Sean Yates              | Philippe Bouvatier         |
| 1995 | Frank Corvers         | Gilbert Duclos-Lassalle | Sammie Moreels             |
| 1996 | Mario Aerts           | Magnus Bäckstedt        | Erik Breukink              |
| 1997 | Magnus Bäckstedt      | Søren Petersen          | Lauri Aus                  |
| 1998 | Stéphane Cueff        | Frank Høj               | Jo Planckaert              |
| 1999 | Lauri Aus             | Geert Verheyen          | Frédéric Guesdon           |
| 2000 | Peter Van Petegem     | Chris Peers             | Frédéric Guesdon           |
| 2001 | Peter Van Petegem     | Chris Peers             | Nico Mattan                |
| 2002 | Cédric Vasseur        | Ludovic Capelle         | Mark Scanlon               |
| 2003 | Jans Koerts           | Franck Renier           | Cédric Vasseur             |
| 2004 | Ludovic Capelle       | Frédéric Guesdon        | Cezary Zamana              |
| 2005 | Nico Eeckhout         | Stefan Van Dijk         | Robbie McEwen              |
| 2006 | Cédric Vasseur        | Philippe Gilbert        | Frédéric Guesdon           |
| 2007 | Martin Elmiger        | Andy Cappelle           | Sébastien Chavanel         |
| 2008 | William Bonnet        | Wesley Sulzberger       | Chris Anker Sørensen       |
| 2009 | Benoît Vaugrenard     | Luca Mazzanti           | Ivan Rovny                 |
| 2010 | Aleksejs Saramotins   | Denis Galimzjanov       | Romain Feillu              |
| 2011 | Jonas Aaen Jørgensen  | Stuart O'Grady          | Robert Wagner              |
| 2012 | John Degenkolb        | Kenny van Hummel        | Stephane Poulhies          |
| 2013 | Arnaud Démare         | John Degenkolb          | Jempy Drucker              |
| 2014 | Arnaud Démare         | Jaŭhen Hutarovič        | Heinrich Haussler          |
| 2015 | Nacer Bouhanni        | Michal Kolář            | Shane Archbold             |
| 2016 | Kristoffer Halvorsen  | Romain Feillu           | Baptiste Planckaert        |
| 2017 | Benoît Cosnefroy      | Pierre Gouault          | Alan Riou                  |
| 2018 | Philippe Gilbert      | Christophe Laporte      | Florian Sénéchal           |
| 2019 | Mads Pedersen         | John Degenkolb          | Christophe Laporte         |
| 2020 | Nacer Bouhanni        | Romain Cardis           | Timothy Dupont             |
| 2021 | Elia Viviani          | Tim Merlier             | Alberto Dainese            |
| 2022 | Arnaud Démare         | Marc Sarreau            | Edward Theuns              |
| 2023 | Matteo Moschetti      | Mads Pedersen           | Arnaud Démare              |
| 2024 | Arvid de Kleijn       | Laurence Pithie         | Gerben Thijssen            |